# Miguel d'Escoto Brockmann
Pour les articles homonymes, voir Brockmann.
Miguel d’Escoto Brockmann, né le 5 février 1933 à Los Angeles et mort le 8 juin 2017 à Managua, est un diplomate nicaraguayen et prêtre catholique. 
Il est président de la 63e session de l’Assemblée générale de l’ONU de septembre 2008 à septembre 2009.

## Biographie
Prêtre missionnaire, Miguel d'Escoto Brockmann appartient à la Congrégation Missionnaire de Maryknoll et conçoit son sacerdoce comme « un voyage pour la cause de la paix, de la justice, et de la dignité de mon peuple. »
Adhèrent aux principes de la théologie de la libération, il rejoint secrètement le Front sandiniste de libération nationale (FSLN) dans les années 1970. Il est ministre des affaires étrangères de Daniel Ortega entre 1979 et 1990. À ce titre, en 1985, le Saint-Siège lui retire le droit d'exercer son ministère : suspens a divinis,.
Il obtient le prix Lénine pour la paix pour l'année 1985-1986 et le prix Thomas Merton en 1987.
À partir de 2007, il occupe le poste de conseiller principal pour les affaires étrangères, avec rang de ministre, auprès du président Daniel Ortega.
Ouvrant la séance de l'Assemblée générale du 24 novembre 2008, il dit que « le comportement de la police israélienne dans les Territoires palestiniens occupés semble si proche de celui de l’apartheid » qu'il appelle à poursuivre la campagne de boycott, désinvestissement et sanctions « pour faire pression sur Israël » afin qu'il change sa façon de traiter les Palestiniens.
Miguel d'Escoto Brockmann, ayant abandonné toute activité politique depuis 2010, demande au cardinal Leopoldo José Brenes Solórzano l'autorisation de pouvoir à nouveau célébrer l'eucharistie. Aussi, le 4 août 2014, le pape François accepte de lever la sanction et permet ainsi au prêtre de retrouver son ministère,. Il meurt en 2017.